# Profilage (série télévisée)
Pour les articles homonymes, voir Profilage.
Ne doit pas être confondu avec Profiler.
Profilage est une série télévisée policière française, créée par Fanny Robert et Sophie Lebarbier et diffusée du 23 avril 2009 au 27 août 2020 sur TF1.
En Belgique, la série est diffusée sur la RTBF depuis le 25 mai 2013.

## Synopsis
La série relate les enquêtes de trois psychologues spécialisées en criminologie. Leurs expériences et leurs sensibilités exceptionnelles leur permettent de décrypter l'état d'esprit des assassins comme des victimes permettant ainsi aux enquêteurs de la 3e division de la police judiciaire (DPJ) de Paris de résoudre les affaires les plus troublantes.

## Fiche technique
- Titre original : Profilage
- Création : Sophie Lebarbier et Fanny Robert
- Réalisation : Éric Summer (12 épisodes), Julien Despaux (13 épisodes), Alexandre Laurent (13 épisodes), Chris Briant (3 épisodes en 2015) Simon Astier (3 épisodes) et autres
- Scénario : Sophie Lebarbier (32 épisodes), Fanny Robert (32 épisodes), Mathieu Missoffe (22 épisodes), Stéphane Carrié (8 épisodes)
- Décors : Julie Sfez (32 épisodes)
- Costumes : Sarah Meriaux (26 épisodes)
- Photographie : Marc Falchier (27 épisodes), Laurent Dhainaut (7 épisodes), Benjamin Louet (11 épisodes), Vincent Vieillard-Baron (6 épisodes), Jean-Philippe Gosselin (8 épisodes)
- Montage : François Charpentier (11 épisodes), Ludivine Saes (11 épisodes), Emmanuel Douce (8 épisodes)
- Musique : Alexandre Fortuit (44 épisodes)
- Production : Stéphane Marsil
- Sociétés de production : Beaubourg Audiovisuel, RTBF ; BE-FILMS (coproduction)
- Sociétés de distribution : TF1 (France)
- Pays d'origine :  France
- Langue originale : français
- Format : couleur - HDTV - 16/9 - son stéréo
- Genre : Série policière, thriller psychologique, drame
- Nombre d'épisodes : 102 (10 saisons)
- Durée : environ 50-60 minutes
- Dates de première diffusion :
  - France : 23 avril 2009 (TF1)
  - Belgique : 25 mai 2013 (La Une)

## Distribution
| Légende | Principal | Récurrent | Invité |

### Postes
| Acteur                          | Personnage            | Personnage                | Nombre d'épisodes | Saisons | Saisons | Saisons | Saisons | Saisons | Saisons | Saisons | Saisons | Saisons | Saisons |
| Acteur                          | Nom                   | Poste                     | Nombre d'épisodes | 1       | 2       | 3       | 4       | 5       | 6       | 7       | 8       | 9       | 10      |
| Psycho-criminologues            | Psycho-criminologues  | Psycho-criminologues      |                   |         |         |         |         |         |         |         |         |         |         |
| ------------------------------- | --------------------- | ------------------------- | ----------------- | ------- | ------- | ------- | ------- | ------- | ------- | ------- | ------- | ------- | ------- |
| Odile Vuillemin                 | Chloé Saint-Laurent   | Psycho-criminologue       | 66                |         |         |         |         |         |         |         |         |         |         |
| Juliette Roudet                 | Adèle Delettre        | Psycho-criminologue       | 40                |         |         |         |         |         |         |         |         |         |         |
| Tamara Marthe                   | Élisa Bergman         | Psycho-criminologue       | 8                 |         |         |         |         |         |         |         |         |         |         |
| Nilusi Nissanka                 | Olivia Lathis         | Stagiaire criminologue    | 9                 |         |         |         |         |         |         |         |         |         |         |
| Commissaires                    |                       |                           |                   |         |         |         |         |         |         |         |         |         |         |
| Jean-Michel Martial †           | Grégoire Lamarck †    | Commissaire               | 97                |         |         |         |         |         |         |         |         |         |         |
| Guy Lecluyse                    | Jacques Bérault       | Commissaire               | 4                 |         |         |         |         |         |         |         |         |         |         |
| Chefs de groupe                 |                       |                           |                   |         |         |         |         |         |         |         |         |         |         |
| Guillaume Cramoisan             | Matthieu Pérac †      | Commandant                | 20                |         |         |         |         |         |         |         |         |         |         |
| Philippe Bas                    | Thomas Rocher         | Commandant                | 76                |         |         |         |         |         |         |         |         |         |         |
| OPJ du groupe Pérac puis Rocher |                       |                           |                   |         |         |         |         |         |         |         |         |         |         |
| Raphaël Ferret                  | Hippolyte de Courtène | Lieutenant puis Capitaine | 94                |         |         |         |         |         |         |         |         |         |         |
| Vanessa Valence                 | Fred Kancel †         | Lieutenante               | 56                |         |         |         |         |         |         |         |         |         |         |
| Sophie de Fürst                 | Emma Tomasi           | Lieutenante               | 29                |         |         |         |         |         |         |         |         |         |         |
| Hugo Hamdad                     | Xavier Prévost        | Lieutenant                | 2                 |         |         |         |         |         |         |         |         |         |         |
| Diane Dassigny                  | Jessica Kancel        | Lieutenante               | 36                |         |         |         |         |         |         |         |         |         |         |
| Autres membres de la DPJ        |                       |                           |                   |         |         |         |         |         |         |         |         |         |         |
| Benjamin Baroche                | Antoine Garrel †      | Commandant                | 12                |         |         |         |         |         |         |         |         |         |         |
| Josée Drevon                    | Viviane Mercadet      | Archiviste                | 7                 |         |         |         |         |         |         |         |         |         |         |
| Médecins légistes               |                       |                           |                   |         |         |         |         |         |         |         |         |         |         |
| Didier Ferrari                  | « Le doc »            | Médecin légiste           | 6                 |         |         |         |         |         |         |         |         |         |         |
| Guillaume de Tonquédec          | « Le doc »            | Médecin légiste           | 12                |         |         |         |         |         |         |         |         |         |         |
| Valérie Dashwood                | Bérénice              | Médecin légiste           | 65                |         |         |         |         |         |         |         |         |         |         |

### Acteurs principaux

#### Psycho-criminologues
- Odile Vuillemin : Chloé Saint-Laurent (saisons 1 à 6 - invitée saison 7)
- Juliette Roudet : Adèle Delettre  (saisons 7 à 9 - invitée saison 4 et 6 - récurrente saison 5)[1]
- Shy'm Élisa Bergman  (saison  10)
- Nilusi Olivia Lanthis, étudiante participant aux cours de criminologie d'Adèle et stagiaire auprès d'Élisa (récurrente saisons 9 et 10)

#### Commissaires
- Jean-Michel Martial (décès de l’acteur pendant la saison 10, doublure pour le dernier épisode) : commissaire Grégoire Lamarck (saisons 1 à 9 - récurrent saison 10)
- Guy Lecluyse : commissaire Jacques Bérault (saison 10)

#### Chefs de groupe
- Guillaume Cramoisan : commandant Matthieu Pérac (saisons 1 et 2)
- Philippe Bas : commandant Thomas Rocher (saisons 3 à 10)

#### OPJ du groupe Pérac puis Rocher
- Raphaël Ferret : lieutenant puis capitaine Hippolyte de Courtène (saisons 1 à 10)
- Vanessa Valence : lieutenante Frédérique « Fred » Kancel (de Courtène) (saisons 1 à 5 - invitée saison 6)
- Sophie de Fürst : lieutenante puis capitaine Emma Tomasi, fille de Fred (saisons 6 et 7 - récurrente saison 8 - invitée saison 9)
- Hugo Hamdad : lieutenant Xavier Prévost (récurrent saison 8, 2 épisodes)
- Julia Piaton (récurrente saisons 4 et 6 - invitée saison 5) puis Diane Dassigny : adjointe administrative (saisons 7 et 8) puis lieutenante Jessica Kancel, sœur de Fred (saisons 9 et 10)

#### Autres membres de la DPJ
- Benjamin Baroche : commandant Antoine Garrel / Alban Skela (récurrent saisons 3, 4 et 6 - invité saison 7)
- Josée Drevon : Viviane Mercadet, archiviste (récurrente saisons 6 et 7)

#### Médecins légistes
- Didier Ferrari : « Le Doc » (saison 1)
- Guillaume de Tonquédec : « Le Doc » (saison 2)
- Valérie Dashwood : Bérénice, dite « La Doc » (saisons 3 à 10)

#### Famille Matthieu Pérac
- Laurence Cormerais : Delphine Pérac, femme de Matthieu (récurrente saison 1 et 2)

#### Famille Chloé Saint-Laurent
- Jacques Hansen (saison 2) puis Didier Mérigou (saisons 4 et 5) : Michel Fisher, père de Chloé (invité saisons 2, 4 et 5)
- Laurence Masliah : Laurence Fisher, mère de Chloé (récurrente saisons 4, 5 et 6)
- Fanie Zanini : Lili Merrick, fille adoptive de Chloé (récurrente saisons 4, 5 et 6 - invitée saison 7)

#### Famille Adèle Delettre
- Juliette Roudet : Camille Delettre, sœur jumelle d'Adèle  (invitée saison 4, 5 et 6 - récurrente saison 7)
- Anne-Sophie Soldaïni : Sarah, petite sœur d'Adèle (récurrente saison 8)
- Ilan Debrabant (saison 9) et Ilan Bechter (saison 9 épisode 5) : Ulysse Delettre, fils de Camille et d'Argos et neveu d'Adèle (récurrent saisons 7 à 9)
- Jérôme Robart : Gabriel Darmaillac, journaliste à La Provence et ex-fiancé d'Adèle (récurrent saison 9)

#### Famille Thomas Rocher
- Nathan Georgelin (saisons 3 à 8) puis Thomas Goldberg (saison 9) : Lucas Rocher, fils de Thomas (récurrent saisons 3 à 9)
- Clémentine Poidatz : Élisa Tardy, sœur de Thomas (récurrente saison 5)
- Lila Salet : Aurélie Adam, belle-sœur de Thomas (récurrente saison 8)

#### Famille Elisa Bergman
- Vincent Heneine : Roman, compagnon d'Elisa et père de Maya (récurrent saison 10)
- Jill Dogit-Bodros : Maya Bergman, fille d'Elisa (récurrente saison 10)

### Acteurs récurrents
- Jacques Fontanel : Docteur Jost, psychiatre et confrère de Chloé (récurrent saison 1 et 2)
- Marie Kremer : Louise Drancourt, fausse sœur de Chloé (récurrente saison 2 - invitée saison 5)
- Frédérique Bel : Barbara Cluzel, avocate en guerre contre Thomas (récurrente saison 3)
- Laurent Hennequin : Juge Alexandre Hoffman (récurrent saisons 3 et 4)
- Nicolas Moreau : Paul Monti, papa de Lili (récurrent saison 4)
- Nozha Khouadra : Sarah, de l'IGS (récurrente saison 4)
- Sabine Pakora : Nounou (invité saison 5)
- Michaël Vander-Meiren : Michaël, voisin de Chloé (récurrent saison 5)
- Ron Reznik : Vincent Delahaye, riche chef d'entreprise (récurrent saison 5)
- Éric Berger : Tobias Roze / détenu Wolker, tueur en série (récurrent saison 5)
- Patrick Bouchitey : Tristan Bernard, détective privé (récurrent saison 6)
- Benjamin Bourgois : Dimitri Ferrant, militaire (récurrent saison 6)
- Thierry Gimenez : Alexandre Gorse alias Argos, ex-ravisseur d'Adèle et Camille, et père d'Ulysse et de Diane (invité saison 7, récurrent saison 8)
- Nathalie Blanc : une femme battue  (saison 2) / Diane Baranski, Commissaire adjointe puis Directrice de prison, fille d'Argos (récurrente saison 8)
- Stella Fenouillet : Éléonore Fournier (récurrente saison 8)
- Alexandra Roth : Claire Chassagne / Lucie Camus, psychologue spécialisée en marketing (invitée saison 8)
- Laurence Oltuski : Capitaine Anne Combal de la DPJ de Marseille (invitée saison 9)

## Production

### Développement
Après les échecs relatifs de Paris, enquêtes criminelles et RIS police scientifique, copiées des séries américaines et italiennes, les scénaristes Fanny Robert et Sophie Lebarbier décident, elles, de revendiquer « l'originalité et la nouveauté » pour leur fiction. Elles prennent donc le parti de construire une série policière qui se concentre sur l'aspect psychologique. Elles créent le personnage de Chloé Saint-Laurent, jeune psychologue experte en criminologie, aux « névroses [...] évidentes », rappelant le Dr Spencer Reid, d'Esprits criminels.
Odile Vuillemin se rend à l'audition détendue, persuadée qu'elle n'obtiendra pas le rôle de Chloé Saint-Laurent. Avec son physique « atypique » et dans un milieu où on est vite catalogué, elle pense ne pas correspondre aux critères de TF1. Mais lors de son essai, il se passe « un truc » et finalement, elle décroche ce qui est son premier rôle dans une série télévisée. Lors de l'audition, le réalisateur Éric Summer flashe sur les chaussures vernies, blanches à talons jaunes, d'Odile Vuillemin. Il donne à l'actrice carte blanche pour le style vestimentaire de son personnage. Elle part acheter à Londres des tenues fantaisistes colorées, devenues emblématiques de son personnage, et change sa couleur de cheveux. 
À la fin de la deuxième saison, l'acteur Guillaume Cramoisan, qui incarne le commandant Matthieu Pérac, annonce qu'il quitte la série. Il justifie son départ par un sentiment que son personnage « piétine » et n'a pas de perspective d'évolution. Il est remplacé à partir de la troisième saison par le comédien Philippe Bas qui incarne un nouveau personnage, le commandant Thomas Rocher. Valérie Dashwood, venue passer une audition pour un rôle dans un épisode, obtient le rôle récurrent du médecin légiste en remplacement de Guillaume de Tonquédec.
Pour la sixième saison, les scénaristes veulent « rebattre les cartes » d'une équipe installée depuis plusieurs années. Ils décident donc de se séparer du personnage du lieutenant Frédérique Kancel, joué par Vanessa Valence, dans le final de la cinquième saison.
Le 4 décembre 2014, l'actrice Odile Vuillemin, présente depuis le début dans le rôle de Chloé Saint-Laurent, personnage central de la série, annonce son départ à la fin de la sixième saison. Elle explique avoir connu un « bouleversement » en tournant le téléfilm L'Emprise, où elle incarne une femme battue, lui donnant envie de se consacrer à d'autres projets. Les producteurs indiquent que la série continuera sans elle, et qu'ils sont d'ores et déjà au travail sur une nouvelle héroïne. C'est Juliette Roudet, qui incarne la jeune criminologue Adèle Delettre depuis le double épisode final de la saison 4, qui devient le nouveau personnage central au côté du commandant Rocher.
En septembre 2018, il est annoncé que Juliette Roudet quittera la série à l’issue de la saison 9.
En janvier 2019, Bernard Montiel annonce dans Touche pas à mon poste ! que la chanteuse Shy'm devrait remplacer Juliette Roudet dans le rôle principal de la série à partir de la saison 10. Le lendemain de cette annonce, Philippe Bas invité dans une émission de Sud Radio, confirme l'arrivée de la chanteuse dans la série. TF1 confirmera également l'annonce le jour-même.
Le 14 février 2021, Philippe Bas, qui interprète Thomas Rocher depuis la troisième saison, annonce sur Instagram la fin de la série, après 10 saisons.
En mai 2021, dans une interview lors d’un live pour un média belge Télépro, l’acteur Philippe Bas a dévoilé les coulisses de l’annulation de la série, en déclarant :  « Ce que je peux dire, c’est que TF1 avait commandé une saison 11. La personne qui devait écrire a eu un problème de santé pendant le confinement. Tout ce qui s’est passé a été un peu bouleversant. » avant de poursuivre : « J'allais aux renseignements mais on ne savait pas qui allait reprendre l'écriture et au final la nouvelle est tombée. Je pense que TF1 voulait continuer, il y a peut-être eu un essoufflement dans la fabrication de la série. Il y a eu un manque d'envie de certaines personnes. Pour des raisons économiques, il faut enchainer les choses et si la roue s'arrête c'est difficile de relancer. La personne qui écrivait n'a pas été remplacée à temps et ça a créé un temps de retard. ».

### Tournage
Le tournage a principalement lieu au Port autonome de Paris, situé quai de la Tournelle, censé représenter les bureaux de 3e DPJ.
Une fausse entrée a été créée à l'avant du bâtiment côté Seine alors que la véritable se trouve en haut sur le quai.   
Pour la quatrième saison débute le 14 mai 2012 et se termine en avril 2013.
Celui de la cinquième saison commence le 19 août 2013 au 24 juillet 2014.
La sixième saison commence en novembre 2014 pour se terminer en octobre 2015.
La septième saison a lieu durant tout l'été 2016. 
La huitième saison commence dès octobre 2016 jusqu'à août 2017
La neuvième saison a eu lieu du 18 janvier 2018 au 18 septembre 2018.
Le tournage de la dixième saison se déroule du 19 mars 2019 jusqu'en janvier 2020.

## Diffusion internationale
En 2015, la série est présente dans 83 pays dont[réf. nécessaire] :
- Allemagne : Sat.1, depuis le 12 février 2015 sous le titre Profiling Paris ;
- Belgique : La Une et Één, depuis le 17 décembre 2011[15] ;
- Brésil : GNT, depuis le 1er février 2011 sous le titre Perfil Criminoso[16] ;
- Bulgarie : AXN White, sous le titre Профилиране ;
- Canada (Québec) : TV5 (2017)
- Croatie et  Bosnie-Herzégovine : AXN Europe, sous le titre Profileri ;
- Espagne : TVE ; Calle 13 ;
- États-Unis : PBS, sous le titre The Paris Murders (en français avec sous-titres anglais) ;
- Hongrie : AXN Europe, sous le titre Profilozók ;
- Israël : Aroutz 1, sous le titre המפצחת ;
- Italie : Fox Crime, sous le titre Profiling ;
- Macédoine : AXN Europe, sous le titre Профилирање ;
- Pologne : AXN Europe, sous le titre Profil ;
- Roumanie et  Moldavie : AXN Europe et AXN White, sous le titre Psihologia crimei ;
- Russie.
- Serbie : AXN Europe, sous le titre Профилисање ;
- Slovénie : AXN Europe, sous le titre Profiliranje ;
- République tchèque et  Slovaquie : Česká televize et AXN Europe, sous le titre Profil zločinu ;

## Épisodes
La série comporte à ce jour dix saisons. 
La diffusion de la dixième saison a débuté le 29 février 2020 sur La Une (RTBF - Télévision belge).
Malgré son lancement le 12 mars 2020 en France, TF1 repoussa la diffusion de plusieurs mois des derniers épisodes de la saison 10 en raison de la pandémie du Covid-19, ce qui causa un écart de cinq mois et demi entre le début et la fin de la saison ne contenant que 8 épisodes.
| Saison | Nombre d'épisodes | Horaire    | Diffusion en France | Diffusion en France |
| Saison | Nombre d'épisodes | Horaire    | Début de saison     | Fin de saison       |
| ------ | ----------------- | ---------- | ------------------- | ------------------- |
| 1      | 6                 | Jeudi 21 h | 23 avril 2009       | 7 mai 2009          |
| 2      | 12                | Jeudi 21 h | 27 mai 2010         | 10 juin 2010        |
| 2      | 12                | Jeudi 21 h | 18 novembre 2010    | 2 décembre 2010     |
| 3      | 12                | Jeudi 21 h | 15 mars 2012        | 19 avril 2012       |
| 4      | 12                | Jeudi 21 h | 5 septembre 2013    | 10 octobre 2013     |
| 5      | 12                | Jeudi 21 h | 16 octobre 2014     | 4 décembre 2014     |
| 6      | 10                | Jeudi 21 h | 5 novembre 2015     | 10 décembre 2015    |
| 7      | 10                | Jeudi 21 h | 20 octobre 2016     | 8 décembre 2016     |
| 8      | 10                | Jeudi 21 h | 7 septembre 2017    | 5 octobre 2017      |
| 9      | 10                | Jeudi 21 h | 10 janvier 2019     | 7 février 2019      |
| 10     | 8                 | Jeudi 21 h | 12 mars 2020        | 27 août 2020        |

## Accueil

### Audiences

#### Tableau
Remarque : en raison de la crise sanitaire, la dixième saison a été diffusée en deux fois. La première partie du 12 mars 2020 au 26 mars 2020 et la deuxième partie du 20 août 2020 au 27 août 2020, ce qui explique la baisse des audiences, pour les 4 derniers épisodes.
| Saison | Audiences (en millions) | Audiences (en millions) | Audiences (en millions) | Audiences (en millions) | Audiences (en millions) | Audiences (en millions) | Audiences (en millions) | Audiences (en millions) | Audiences (en millions) | Audiences (en millions) | Audiences (en millions) | Audiences (en millions) | Audiences (en millions) | Audiences (en millions) | Audiences (en millions) | Audiences (en millions) | Audiences (en millions) | Source |
| Saison | E1                      | E2                      | E3                      | E4                      | E5                      | E6                      | E7                      | E8                      | E9                      | E10                     | E11                     | E12                     | Lancement               | Finale                  | Moyenne                 | Minimum                 | Maximum                 | Source |
| ------ | ----------------------- | ----------------------- | ----------------------- | ----------------------- | ----------------------- | ----------------------- | ----------------------- | ----------------------- | ----------------------- | ----------------------- | ----------------------- | ----------------------- | ----------------------- | ----------------------- | ----------------------- | ----------------------- | ----------------------- | ------ |
| 1      | 6,76                    | 6,30                    | 5,72                    | 5,44                    | 4,71                    | 4,94                    | -                       | -                       | -                       | -                       | -                       | -                       | 6,76                    | 4,94                    | 5,60                    | 4,94                    | 6,76                    | 15     |
| 2      | 6,72                    | 6,20                    | 5,80                    | 5,40                    | 6,35                    | 6,10                    | 6,55                    | 6,00                    | 6,08                    | 5,60                    | 7,07                    | 6,70                    | 6,72                    | 6,70                    | 6,20                    | 5,40                    | 7,07                    | 15     |
| 3      | 6,09                    | 5,10                    | 6,76                    | 5,70                    | 6,94                    | 5,85                    | 6,87                    | 6,30                    | 7,19                    | 6,49                    | 7,64                    | 7,20                    | 6,09                    | 7,20                    | 6,50                    | 5,10                    | 7,64                    | 15     |
| 4      | 6,88                    | 6,40                    | 7,09                    | 6,60                    | 6,99                    | 6,00                    | 7,90                    | 7,40                    | 7,28                    | 6,30                    | 8,04                    | 7,22                    | 6,88                    | 7,22                    | 7,01                    | 6,00                    | 8,04                    | 16     |
| 5      | 7,72                    | 6,60                    | 7,15                    | 6,10                    | 7,46                    | 6,81                    | 7,49                    | 6,66                    | 7,42                    | 6,90                    | 7,95                    | 7,21                    | 7,72                    | 7,21                    | 7,11                    | 6,10                    | 7,95                    | 17     |
| 6      | 7,03                    | 6,30                    | 7,39                    | 6,52                    | 7,01                    | 5,98                    | 7,10                    | 6,01                    | 6,85                    | 7,02                    | -                       | -                       | 7,03                    | 7,02                    | 6,70                    | 5,98                    | 7,39                    | 20     |
| 7      | 6,61                    | 6,13                    | 5,61                    | 4,28                    | 5,76                    | 4,85                    | 5,78                    | 4,52                    | 5,72                    | 5,13                    | -                       | -                       | 6,61                    | 5,13                    | 5,44                    | 4,28                    | 6,61                    | 23     |
| 8      | 5,14                    | 4,27                    | 5,28                    | 5,09                    | 5,38                    | 4,42                    | 5,08                    | 4,31                    | 5,30                    | 4,24                    | -                       | -                       | 5,14                    | 4,24                    | 4,85                    | 4,24                    | 5,30                    | 23     |
| 9      | 5,47                    | 4,69                    | 4,90                    | 4,20                    | 5,33                    | 4,64                    | 5,33                    | 4,65                    | 5,19                    | 4,50                    | -                       | -                       | 5,47                    | 4,50                    | 4,89                    | 4,20                    | 5,47                    | ,      |
| 10     | 5,53                    | 4,43                    | 5,87                    | 5,62                    | 3,90                    | 3,52                    | 3,76                    | 3,30                    | -                       | -                       | -                       | -                       | 5,53                    | 3,30                    | 4,49                    | 3,30                    | 5,87                    | ,      |

- Les plus hauts chiffres d'audience
- Les plus bas chiffres d'audience

#### Graphique
- Lancement
- Moyenne
- Finale
- Minimum
- Maximum

#### Commentaires
Le cinq premières saisons de la série sont suivies en moyenne par 6,5 millions de téléspectateurs. L'audience moyenne de la série ne cesse de progresser de saison en saison. La première saison est suivie par une moyenne de 5,60 millions de téléspectateurs. La seconde saison, diffusée en deux parties, gagne 600 000 téléspectateurs, avec une moyenne de 6,20 millions de téléspectateurs. La troisième saison voit son audience en hausse de 310 000 téléspectateurs, se hissant à une moyenne de 6,51 millions de téléspectateurs. Le onzième épisode se classe à la 93e position du top 100 des meilleures audiences de la télévision française de 2012, avec une audience consolidée de 7,8 millions de téléspectateurs.
La quatrième saison passe la barre des sept millions avec 7,01 millions de téléspectateurs, soit 500 000 téléspectateurs de plus que la saison précédente. Quatre épisodes se placent dans le top 100 des meilleures audiences de la télévision française de 2013. Le onzième épisode se classe en 39e position, le septième en 53e, le huitième en 84e et le douzième en 97e, avec des audiences consolidées comprises entre 8,2 et 7,4 millions de téléspectateurs.
La cinquième saison gagne 100 000 téléspectateurs, attirant 7,11 millions de téléspectateurs, la meilleure audience moyenne de la série depuis sa création. Neuf épisodes sur les douze de la saison se placent dans le top 100 des meilleures audiences de la télévision française de 2014. Le onzième épisode se place en 34e position, le premier en 44e, le septième en 54e, le cinquième en 55e, le neuvième en 59e, le douzième en 65e, le troisième en 66e, le sixième en 85e, et le dixième en 87e, avec des audiences consolidées comprises entre 8,4 et 7,4 millions de téléspectateurs.
La sixième saison de Profilage perd 400 000 téléspectateurs, et attire en moyenne sur les 10 épisodes (au lieu de 12) 6,70 millions de téléspectateurs. À noter que la série est pour la première fois en baisse sur une saison. L'épisode ayant réuni le plus de téléspectateurs dans cette saison est nommé « Maîtresse », c'est le 3e épisode de la saison et il a attiré 7,39 millions de téléspectateurs (30,1 % de PdA).
La série fait un très bon démarrage pour la dixième saison, très largement leader de la soirée avec 5,5 millions de téléspectateurs  soit 23,8 % pour le premier épisode de la soirée.

## Réception critique
Sur Allociné, la série obtient une note de 3,3/5 pour 3 094 notes dont 129 critiques.
Lucas Armati, de Télérama, est déçu que le bon point de faire une série policière moins scientifique soit gâché par des intrigues grossières, sans le charme des séries américaines. Il salue quand même la performance d'Odile Vuillemin en Chloé Saint-Laurent.
Pierre Langlais, de Slate, qualifie la série de « dernier exemple raté de série française copiée sur les États-Unis ». Chloé Saint-Laurent s'inscrit dans la veine des héros excentriques tel que Patrick Jane de Mentalist. Mais malgré la « performance honnête » des comédiens, la série manque d'ambition. Dans Télérama, il juge la série de « divertissement formaté [...] aux intrigues résolues au pas de course ». La réalisation est lisse, les décors amusants et les dialogues inégaux, seule Odile Vuillemin tire son épingle du jeu.
La cinquième saison est jugée bonne voire excellente par les divers programmes télé. La saison est osée et étonnante avec des enquêtes réussies, plus intenses et plus violentes, au ton plus sombre et dramatique.
Télé 2 semaines donne 3 étoiles au lancement de la saison 10 de Profilage car l'amorce est prometteuse. Tamara Marthe est jugée très à l'aise. Coup de cœur pour Télé magazine qui apprécie le vent d'air frais qui souffle sur cette saison. Télé 7 jours met 777 et apprécie fortement que Shy'm tienne tête au commandant Rocher. Le magazine estime que pour son premier rôle, Tamara Marthe est surprenante. Télé Star donne TT et juge Shy'm très à l'aise dans son nouveau costume. Un vent d'air frais au rendez vous de cette saison 10. Télé Câble Sat donne 2 étoiles pour cette saison qui mérite le détour ne serait-ce que pour découvrir Shy'm dans son personnage sombre et touchant à la fois.

## Distinctions
- 2013 : Meilleure série au Festival de la fiction TV de La Rochelle[34]
- 2014 : élue meilleure série française par les lecteurs de Télé 2 semaines